# Impasse Satan
L'impasse Satan est une voie située dans le quartier de Charonne, dans le 20e arrondissement de Paris.

## Situation et accès
L'impasse Satan est desservie à proximité par la ligne 9 du métro de Paris à la station Buzenval.

## Origine du nom
Voie privée créée en 1898, son propriétaire décide de la nommer impasse Satan en 1907, par humour, du fait de sa proximité avec le passage Dieu.

## Historique
Cette voie est ouverte à la circulation publique par un arrêté municipal du 10 juillet 1991.